# 51P/Harrington-A
51P/Harrington-A, komet Jupiterove obitelji. 